# Ezequiel Cirigliano
Adrián Ezequiel Cirigliano (Caseros, Buenos Aires; 24 de enero de 1992) es un futbolista argentino. Se desempeña como volante central y actualmente se encuentra sin equipo.

## Trayectoria

### River Plate
El 11 de abril de 2010 con 18 años debutó oficialmente en primera en el partido que River Plate, dirigido por Leonardo Astrada, empató con Atlético Tucumán.
No tuvo la continuidad deseada, hasta el descenso del club de Núñez a la Primera B Nacional, donde se afianzó como titular ganándoles el puesto a jugadores como Nicolás Domingo y Cristian Ledesma. En el paso del equipo por el Nacional B, Cirigliano se fue convirtiendo en uno de los pilares del equipo a pesar de su juventud (en ese momento 20 años), pasando a ser el tercer capitán del equipo. En este paso se destacó formando dupla con Leonardo Ponzio.
Durante el mercado de pases de verano europeo de 2012 hubo muchas especulaciones acerca de un posible futuro de Cirigliano en clubes europeos como Manchester United, Manchester City y S. S. C. Napoli entre otros, pero decide continuar su carrera en el club en su vuelta a la Primera División.

### Hellas Verona
En julio de 2013 se confirma su cesión por un año al club italiano Hellas Verona.

### Regreso a River Plate
En los primeros días de julio de 2014, al regreso del préstamo, el DT Marcelo Gallardo le comunica que será tenido en cuenta y se entrena durante los primeros días de trabajo en el Complejo de AFA en Ezeiza. Días más tarde rechaza viajar a la pretemporada, que el primer equipo realizara en Miami, en un intento de negociar su pase definitivo al Hellas Verona, el cual finalmente quedara trunco, pues el club italiano ofrecería pagar la mitad de la suma pactada como opción de compra.
El 10 de septiembre de 2014, luego de ser indultado por la dirigencia, vuelve a entrenarse con la Reserva de River Plate, a efectos de ponerse a punto físicamente y ser nuevamente tenido en consideración del DT Marcelo Gallardo. Sin embargo, en marzo de 2015 fue detenido por conducir sin registro, en estado de ebriedad y por resistencia a la autoridad. Debido a eso fue relegado del plantel y no volvió a disputar partidos con el primer equipo ni con la reserva.

### FC Dallas
En julio de 2015, al no ser tenido en cuenta por Marcelo Gallardo, decide irse a préstamo por 6 meses al FC Dallas de la Major League Soccer sin costo y sin opción de compra. El volante central, cuya carrera fue de mayor a menor, registró 8 partidos (521') -seis de ellos como titular- en el conjunto norteamericano.

### Tigre
Tras seis meses en el club de los Estados Unidos, vuelve a Argentina para jugar cedido por un año y medio con opción de compra al Club Atlético Tigre, con el fin de obtener la continuidad que no ha podido lograr. Al solo jugar 3 partidos en el Campeonato 2016, rescinde su contrato debiendo volver a River Plate.

### Atlético Tucumán
Cirigliano firmó su contrato con el club del norte argentino el 7 de septiembre de 2016

### San Luis de Quillota
En octubre de 2020 llega al equipo quillotano para enfrentar la segunda rueda del torneo y ayudar a San Luis a mantener la categoría, jugó 12 partidos y los canarios lograron la permanencia.

### Cynthialbalonga Calcio
En febrero del 2022 firmó con el Cynthialbalonga Calcio de la Serie D de Italia.
Ya en 2023, estabilizado emocionalmente tras pasar 54 días detenido el año anterior (ver abajo), y luego de varias especulaciones sobre su futuro deportivo (el Ogro Fabbiani -como DT.- demuestra interés para sumarlo Riestra -Segunda División-), por abril comienza a entrenar en el Senior River, por expreso pedido de su excompañero, el Chori Domínguez.

## Vida personal
El 7 de marzo de 2015 es detenido por conducir sin registro y en estado de ebriedad.
En agosto del 2022, Cirigliano, fue detenido por entrar a robar armado a una casa en su ciudad natal Caseros.

## Selección nacional
Ha participado de las categorías juveniles con la Selección Argentina. Especialmente en las Selecciones Juveniles Sub-17 y Sub-20. En la Copa Mundial de Fútbol Sub-20 de 2011 le marcó un gol a Corea del Norte en la victoria de su equipo por 3-0.

### Participaciones con la selección
| Torneo                                 | Sede     | Resultado        |
| -------------------------------------- | -------- | ---------------- |
| Campeonato Sudamericano Sub-17 de 2009 | Chile    | Subcampeón       |
| Copa Mundial de Fútbol Sub-17 de 2009  | Nigeria  | Octavos de final |
| Campeonato Sudamericano Sub-20 de 2011 | Perú     | Tercer puesto    |
| Copa Mundial de Fútbol Sub-20 de 2011  | Colombia | Cuartos de final |
| Juegos Panamericanos de 2011           | México   | Medalla de Plata |

## Estadísticas

### Clubes
- Actualizado hasta el 21 de abril de 2019.

| Club | Div.                | Temporada           | Liga  | Liga  | Liga   | Copas Nacionales(1) | Copas Nacionales(1) | Copas Nacionales(1) | Torneos Internacionales(2) | Torneos Internacionales(2) | Torneos Internacionales(2) | Total | Total | Total  |
| Club | Div.                | Temporada           | Part. | Goles | Asist. | Part.               | Goles               | Asist.              | Part.                      | Goles                      | Asist.                     | Part. | Goles | Asist. |
| --- | ------------------- | ------------------- | ----- | ----- | ------ | ------------------- | ------------------- | ------------------- | -------------------------- | -------------------------- | -------------------------- | ----- | ----- | ------ |
| River Plate Argentina |                     |                     |       |       |        |                     |                     |                     |                            |                            |                            |       |       |        |
| 1.ª | 2010                | 4                   | 0     | 0     | -      | -                   | -                   | -                   | -                          | -                          | 4                          | 0     | 0     |        |
| 1.ª | 2010-11             | 9                   | 0     | 0     | -      | -                   | -                   | -                   | -                          | -                          | 9                          | 0     | 0     |        |
| 2.ª | 2011-12             | 27                  | 0     | 0     | 1      | 0                   | 0                   | -                   | -                          | -                          | 28                         | 0     | 0     |        |
| 1.ª | 2012-13             | 21                  | 0     | 0     | 1      | 0                   | 0                   | -                   | -                          | -                          | 22                         | 0     | 0     |        |
| 1.ª | 2014-15             | 2                   | 0     | 0     | -      | -                   | -                   | -                   | -                          | -                          | 2                          | 0     | 0     |        |
| Total club | Total club          | 63                  | 0     | 0     | 2      | 0                   | 0                   | -                   | -                          | -                          | 65                         | 0     | 0     |        |
| Hellas Verona · Italia |                     |                     |       |       |        |                     |                     |                     |                            |                            |                            |       |       |        |
| 1.ª | 2013-14             | 13                  | 0     | 0     | 1      | 0                   | 0                   | -                   | -                          | -                          | 14                         | 0     | 0     |        |
| Total club | Total club          | 13                  | 0     | 0     | 1      | 0                   | 0                   | -                   | -                          | -                          | 14                         | 0     | 0     |        |
| Dallas Estados Unidos |                     |                     |       |       |        |                     |                     |                     |                            |                            |                            |       |       |        |
| 1.ª | 2015                | 8                   | 0     | 0     | -      | -                   | -                   | -                   | -                          | -                          | 8                          | 0     | 0     |        |
| Total club | Total club          | 8                   | 0     | 0     | -      | -                   | -                   | -                   | -                          | -                          | 8                          | 0     | 0     |        |
| Tigre Argentina |                     |                     |       |       |        |                     |                     |                     |                            |                            |                            |       |       |        |
| 1.ª | 2016                | 6                   | 0     | 0     | -      | -                   | -                   | -                   | -                          | -                          | 6                          | 0     | 0     |        |
| Total club | Total club          | 6                   | 0     | 0     | -      | -                   | -                   | -                   | -                          | -                          | 6                          | 0     | 0     |        |
| Atlético Tucumán Argentina |                     |                     |       |       |        |                     |                     |                     |                            |                            |                            |       |       |        |
| 1.ª | 2016-17             | 2                   | 0     | 0     | 1      | 0                   | 0                   | -                   | -                          | -                          | 3                          | 0     | 0     |        |
| Total club | Total club          | 2                   | 0     | 0     | 1      | 0                   | 0                   | -                   | -                          | -                          | 3                          | 0     | 0     |        |
| Zacatepec · México |                     |                     |       |       |        |                     |                     |                     |                            |                            |                            |       |       |        |
| 2.ª | 2017-18             | 13                  | 0     | 0     | 7      | 0                   | 0                   | -                   | -                          | -                          | 20                         | 0     | 0     |        |
| 2.ª | 2018-19             | 23                  | 0     | 0     | 5      | 0                   | 0                   | -                   | -                          | -                          | 28                         | 0     | 0     |        |
| Total club | Total club          | 36                  | 0     | 0     | 12     | 0                   | 0                   | -                   | -                          | -                          | 48                         | 0     | 0     |        |
| Zacatepec · México |                     |                     |       |       |        |                     |                     |                     |                            |                            |                            |       |       |        |
| 2.ª |                     |                     |       |       |        |                     |                     |                     |                            |                            |                            |       |       |        |
| 2020 | 23                  | 0                   | 0     | 5     | 0      | 0                   | -                   | -                   | -                          | 28                         | 0                          | 0     |       |        |
| Total club | Total club          | 36                  | 0     | 0     | 12     | 0                   | 0                   | -                   | -                          | -                          | 48                         | 0     | 0     |        |
| Total en su carrera | Total en su carrera | Total en su carrera | 128   | 0     | 0      | 16                  | 0                   | 0                   | -                          | -                          | -                          | 143   | 0     | 0      |
| (1) Las copas nacionales se refiere a la Copa Argentina, Copa Italia y Copa MX. (2) Las copas internacionales se refiere a la Copa Sudamericana. |                     |                     |       |       |        |                     |                     |                     |                            |                            |                            |       |       |        |

## Palmarés

### Campeonatos nacionales
| Título            | Club   | Sede  | Año  |
| ----------------- | ------ | ----- | ---- |
| Conferencia Oeste | Dallas | Sandy | 2015 |

### Campeonatos internacionales
| Título            | Club        | Sede         | Año  |
| ----------------- | ----------- | ------------ | ---- |
| Copa Sudamericana | River Plate | Buenos Aires | 2014 |
| Copa Libertadores | River Plate | Buenos Aires | 2015 |

| Título               | Selección        | Sede        | Año  |
| -------------------- | ---------------- | ----------- | ---- |
| Juegos Panamericanos | Argentina sub-22 | Guadalajara | 2011 |